# Tergal
Pour les articles homonymes, voir Tergal (homonymie).
Tergal est une marque déposée pour une fibre synthétique à base de polyester. Le mot tergal désigne aussi l'étoffe produite à partir de cette fibre, souvent mélangée à du coton ou de la laine.

## Histoire
Le Tergal est une fibre synthétique, formée de polytéréphtalate d'éthylène et obtenue par condensation de l'acide téréphtalique et du glycol, qui a été inventée en 1950 par Imperial Chemical Industries.
« Tergal » est un mot-valise formé de « ter » (pour acide téréphtalique) et « gal » ((la) gallicus, gaulois), devenu nom commun. Marque déposée de l'étoffe fabriquée en France, à Besançon, depuis 1954 par la firme Rhodiacéta, c'est l'équivalent du térylène anglais et du Dacron américain.
En 1972, Rhône-Poulenc commence la production de tergal dans l'ancienne usine de la Société de la Viscose française à Gauchy, dans l'Aisne. Devenue Tergal Industries, l'entreprise a été mise en liquidation en 2009.